# Матьє Міліца Едвінівна
Міліца Едвінівна Матьє (рос. Милица Эдвиновна Матье *12 (24) липня 1899, с. Мартишкіно, тепер Ленінградської області, Росія — 8 квітня 1966, Ленінград, СРСР) — радянський історик-єгиптолог, мистецтвознавець, філолог. Доктор історичних наук (1945), заслужений діяч мистецтв РРФСР (1964).

## Життєпис
У 1922 закінчила Петроградський університет, де вчилася у Б. О. Тураєва, В. В. Струве, Н. Д. Фліттнера. Професор Ленінградського університету (від 1947 року).
Починаючи від 1920 року працювала в Ермітажі.
Головні праці М. Матьє різнобічно і глибоко висвітлюють культуру Стародавнього Єгипту. У роботах з давньоєгипетського мистецтва розв'язувала проблематику його періодизації, формування художніх шкіл (у тому числі фіванської), питання авторства.
М. Е. Матьє — авторка низки художніх творів, зокрема популярних і розрахованих на дитячу аудиторію.

## Праці
- (рос.)Матье М. Э. День египетского мальчика. (1954) Историческая повесть;
- (рос.)Матье М. Э. Избранные труды по мифологии и идеологии древнего Египта. (1996);
- (рос.)Матье М. Э. Кари, ученик художника. (1963) Историческая повесть;